# Corrupción en Rusia

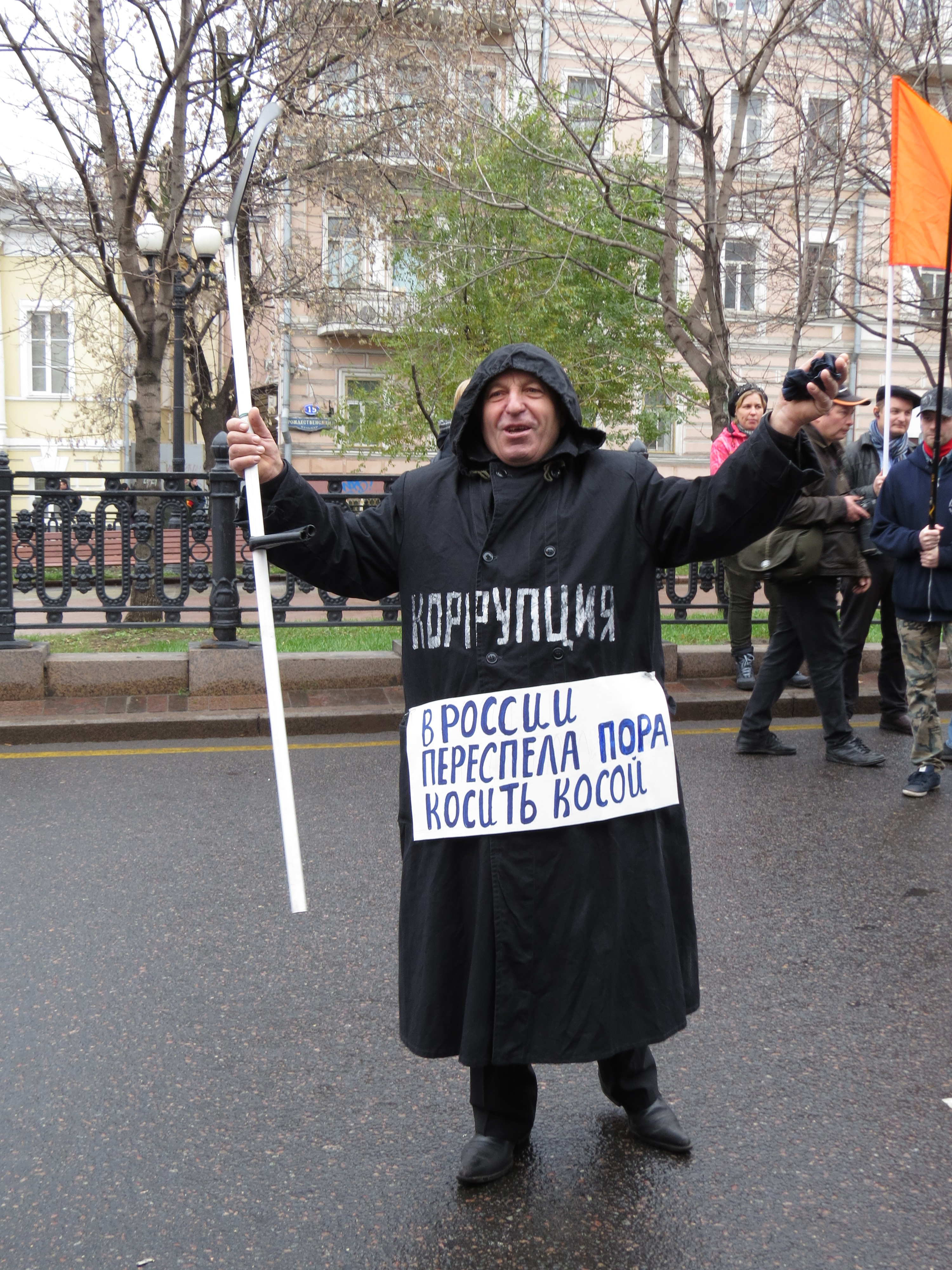
Manifestación en el parque Presnenskiy, Moscú. Debido al 20° aniversario de los acontecimientos de octubre de 1993.[https://kprf.ru/photoreports/140.html

La corrupción se percibe como un problema importante en Rusia, que afecta varios aspectos de la vida de sus ciudadanos, incluida la economía, los negocios, la administración pública, la aplicación de la ley, la atención médica, y la educación. El fenómeno de la corrupción está fuertemente arraigado en el modelo histórico de gestión pública, y se atribuye a la debilidad general del estado de derecho en el país. Transparency International declaró en 2022: "La corrupción es endémica en Rusia" y le asignó la puntuación más baja de cualquier país europeo en su Índice de percepción de la corrupción para 2021. El país ha sido caracterizado, bajo el régimen de Vladímir Putin, diversamente como una cleptocracia, una oligarquía, y una plutocracia; debido a su sistema económico del capitalismo clientelista.

## Propagación de la corrupción en Rusia
Según Richard Palmer, jefe de la sección de la Agencia Central de Inteligencia (CIA) en la embajada de Estados Unidos en Moscú a principios de la década de 1990, la disolución de la Unión Soviética y el ascenso de Rusia coincidieron con la dispersión ilegal del equivalente a miles de millones de dólares de la tesorería estatal soviética en cuentas privadas en toda Europa y los EE. UU. Esto fue hecho por élites de "todos los rincones" del sistema soviético utilizando el conocimiento de la banca occidental desarrollado por la KGB durante la Guerra Fría. Palmer lo describió como si en los Estados Unidos, "la mayoría de los miembros del Congreso, así como de los Departamentos de Justicia y del Tesoro, y agentes del FBI, CIA, DIA, IRS, el Servicio de Marshals, la Patrulla Fronteriza; estatales y locales oficiales de policía, el Banco de la Reserva Federal, los jueces de la Corte Suprema” estuvieran involucrados en una “corrupción masiva”.
El Índice de Percepción de la Corrupción de 2022 calificó los sectores públicos de 180 países en una escala de 0 ("altamente corrupto") a 100 ("muy limpio") y luego clasificó esos países por puntaje. Se percibe que el país clasificado en primer lugar tiene el sector público más honesto. Rusia ocupó el puesto 137 con una puntuación de 28; para la comparación con los puntajes mundiales, el mejor puntaje fue 90 (puesto en primer lugar), el puntaje promedio fue 43 y el peor puntaje fue 12 (puesto 180). A modo de comparación con los puntajes regionales, el puntaje más alto entre los países de Europa del Este y Asia Central fue 56, el puntaje promedio fue 35 y el puntaje más bajo fue 19.
La dimensión promedio del soborno aumentó durante la presidencia de Dmitri Medvédev. Según el Departamento de Lucha contra los Delitos Económicos del Ministerio del Interior de Rusia, el soborno medio ascendió a 9.000 rublos en 2008; 23.000 rublos en 2009; 61.000 rublos en 2010; y 236.000 rublos en 2011, lo que hace que el soborno promedio en 2011 sea 26 veces mayor que el soborno promedio en 2008, muchas veces la tasa de inflación para el mismo período.
Al comienzo del segundo mandato de Vladímir Putin como presidente, la clasificación de Rusia en el Índice de Percepción de la Corrupción se deterioró del puesto 90 en 2004 al puesto 126 en 2005, una caída de 36 lugares.
Según Sergei Ivanov, el jefe de gabinete del Kremlin, las esferas más corruptas en Rusia (en términos de corrupción doméstica) son la atención médica, la educación, la vivienda y los servicios comunales. En comparación, los expertos independientes de la revista RBC nombran a los organismos encargados de hacer cumplir la ley (incluida la Inspección Estatal de Seguridad del Tráfico) como la esfera más corrupta de Rusia, seguida de la atención médica, la educación, la vivienda y los servicios comunales, y los servicios de seguridad social. Sin embargo, a nivel de gobierno, las cinco principales áreas de corrupción son las siguientes: contratos y compras gubernamentales, emisión de permisos y certificados, las fuerzas del orden, distribución de la tierra y relaciones de la tierra, así como la construcción.
Las estimaciones del costo de la corrupción en Rusia varían. Según las estadísticas oficiales del gobierno de Goskomstat, la "economía sumergida" ocupó solo el 15% del PIB de Rusia en 2011, y esto incluía salarios no declarados (para evitar impuestos y pagos sociales) y otros tipos de evasión fiscal. Según las estimaciones de Rosstat, la corrupción en 2011 representó solo entre el 3,5 y el 7 % del PIB. En comparación, algunos expertos independientes sostienen que la corrupción consume hasta el 25% del PIB de Rusia. También hay un cambio interesante en el enfoque principal del soborno: mientras que antes los funcionarios aceptaban sobornos para cerrar los ojos ante las infracciones legales, ahora los aceptan simplemente para cumplir con sus funciones. Muchos expertos admiten que en los últimos años la corrupción en Rusia se ha convertido en un negocio. En la década de 1990, los empresarios tenían que pagar a diferentes grupos criminales para que les proporcionaran un "krysha" (literalmente, un "techo", es decir, protección). Hoy en día, esta función "protectora" la realizan los funcionarios. Jerarquías corruptas caracterizan diferentes sectores de la economía, incluyendo la educación.
Al final, la población rusa paga por esta corrupción. Por ejemplo, algunos expertos creen que los rápidos aumentos en las tarifas de vivienda, agua, gas y electricidad, que superan significativamente la tasa de inflación, son el resultado directo de altos volúmenes de corrupción en los niveles más altos. En los últimos años, la reacción a la corrupción ha cambiado: a partir del segundo mandato de Putin, muy pocos casos de corrupción han sido objeto de indignación. El sistema de Putin es notable por su fusión ubicua y abierta del servicio civil y las empresas, así como por el uso de familiares, amigos y conocidos para beneficiarse de los gastos presupuestarios y apoderarse de la propiedad estatal. Corporaciones, propiedades y allanamientos de tierras son comunes. El resultado ha sido el de una normalización de la corrupción.
Algunos eruditos  argumentan que el establecimiento en Rusia de un régimen autoritario y una sociedad jerárquica basada en la economía estatal-corporativista, donde la difusión de prácticas corruptas es uno de los mecanismos indispensables para el mantenimiento de todo el sistema de poder, representa un obstáculo fundamental para la implementación de una política criminal efectiva en la lucha contra la corrupción.

## Esfuerzos anticorrupción
Una campaña anticorrupción en la Rusia moderna comenzó el 4 de abril de 1992, cuando el presidente Boris Yeltsin emitió un decreto titulado "La lucha contra la corrupción en el servicio público". Este documento prohibía a los funcionarios participar en actividades comerciales. Además, los empleados estatales estaban obligados a proporcionar información sobre sus ingresos, bienes muebles e inmuebles, depósitos y valores bancarios, así como pasivos financieros. La implementación del decreto, que constituyó la base de las leyes sobre el combate a la corrupción y sobre el servicio civil, estuvo a cargo de la dirección de control presidencial. Rusia aprobó el primer paquete de leyes anticorrupción en 2008 en respuesta a su ratificación de la Convención de las Naciones Unidas contra la Corrupción y la "Convención de Derecho Penal sobre la Corrupción" del Consejo de Europa. El decreto "Sobre medidas anticorrupción" fue firmado por el presidente Dmitri Medvédev en mayo de ese año. Desde entonces, se han implementado numerosos cambios en la legislación anticorrupción de Rusia con el fin de combatir el soborno y mejorar su clima empresarial. La campaña anticorrupción rusa es un esfuerzo continuo del gobierno ruso para frenar la corrupción, que ha sido reconocida como uno de los problemas más graves de Rusia. Los documentos centrales de la campaña incluyen el Plan Nacional Anticorrupción, presentado por Medvédev en 2009, y la Estrategia Nacional Anticorrupción, presentada en 2010. El órgano central de la campaña es el Consejo Anticorrupción, establecido en 2008. Medvédev había hecho de la lucha contra la corrupción una de las principales agendas de su presidencia. En la primera reunión del Consejo el 30 de septiembre de 2008, Medvédev dijo: "Repetiré una cosa simple, pero muy dolorosa. La corrupción en nuestro país se ha vuelto rampante. Se ha convertido en un lugar común y caracteriza la vida de la sociedad rusa".
En 2012, el gobierno adoptó una nueva ley que exige que los servidores públicos y los empleados de las organizaciones estatales divulguen la fuente de sus fondos y las adquisiciones de propiedades, tanto propias como de sus familias, incluidos bienes raíces, valores, acciones y vehículos. La legislación también ha definido, por primera vez, el conflicto de intereses en relación con los funcionarios públicos y ha extendido la legislación anticorrupción al ejército. La última modificación a la Ley Federal Anticorrupción N° 273 se realizó en diciembre de 2012 y entró en vigencia el 1 de enero de 2013. Al actualizar la Ley Anticorrupción con el Artículo 13.3, Rusia ha dado un paso significativo hacia el fortalecimiento del marco de su legislación anticorrupción, alineándola con las mejores prácticas reconocidas a nivel internacional, como la Ley contra el Soborno del Reino Unido de 2010 y la Ley de EE. UU. Ley de Prácticas Corruptas en el Extranjero. Este artículo 13.3 de la Ley Anticorrupción requiere que las organizaciones desarrollen e implementen medidas anticorrupción tales como (i) designar un departamento específico o un funcionario responsable de prevenir la corrupción y delitos relacionados; (ii) cooperar con las autoridades encargadas de hacer cumplir la ley; (iii) desarrollar e implementar estándares y procedimientos para prácticas comerciales éticas; (iv) establecer un código de conducta ético para el personal; (v) prevenir y resolver conflictos de interés; y (vi) impedir la presentación de informes falsos o extraoficiales y el uso de documentos falsificados. Rusia también se unió a la Convención Antisoborno de la OCDE en 2012 y tiene la Presidencia del G20 en 2013, donde la lucha contra la corrupción es uno de los tres temas principales de la agenda. Por lo tanto, las empresas deben asegurarse activamente de cumplir con la nueva enmienda a la Ley Anticorrupción.

### La iniciativa contra el lavado de dinero
La corrupción tiene una conexión obvia con el lavado de dinero, ya que los activos robados por un funcionario público corrupto son inútiles a menos que se coloquen, superpongan e integren en la red financiera mundial. El producto de la corrupción puede lavarse en jurisdicciones sin medidas estrictas contra el lavado de dinero y en países con estricto secreto bancario. Esta es la razón por la cual la política de "deslocalización" respaldada por el presidente Putin en 2012 y 2013 (después del asunto de Chipre) a menudo se considera una nueva medida anticorrupción. Las recientes iniciativas del gobierno para fortalecer gradualmente el control sobre las operaciones financieras de las organizaciones y los ciudadanos han sido el tema del Servicio Federal de Supervisión Financiera de Rusia ("Monitoreo de Rosfin"). El 30 de junio de 2013 se aprobó una ley que introdujo modificaciones legales destinadas a aumentar la transparencia de las transacciones de divisas y fortalecer las medidas contra el lavado de dinero en Rusia. La ley aumenta el control sobre las operaciones financieras de las empresas y los ciudadanos.
Las reformas más importantes para las empresas son las que modifican la regulación de la actividad bancaria. Las modificaciones afectan considerablemente a las organizaciones de crédito, que muy probablemente se verían obligadas a modificar sus políticas internas contra el blanqueo de capitales y los procedimientos para la identificación de clientes. Permiten a los banqueros exigir al cliente la divulgación del propósito de la transacción. Sin embargo, hacerlo puede impedir la realización de negocios, incluido el posible retraso en los pagos.

### Plan Nacional de Lucha contra la Corrupción
Vladímir Putin aprobó un nuevo plan nacional anticorrupción para el período 2014-2015. El presidente ordenó a las autoridades ejecutivas y legislativas antes del 1 de julio de 2014 que hicieran las modificaciones pertinentes a sus planes anticorrupción y garantizaran el control de su ejecución. Se incluyó una orden relevante en el Plan Nacional de Lucha contra la Corrupción para 2014-2015.
El gobernador de la República de Komi fue arrestado por robar dinero de fondos estatales.

### Fundación Anticorrupción
La Fundación Anticorrupción es una organización sin fines de lucro con sede en Moscú establecida en 2011 por el activista y político Alexey Navalny. Su principal objetivo es investigar y exponer casos de corrupción entre altos funcionarios del gobierno ruso, lo que han estado haciendo con éxito durante los últimos años.
Navalny ha publicado con frecuencia problemas con el aparato corrupto leal a Putin. Él y la Fundación Anticorrupción tienen una gran presencia en las redes sociales rusas, lo que, junto con la falta general de interés en la participación en las redes sociales por parte del gobierno ruso, hace que esta parte de la oposición rusa tenga muchos seguidores entre los rusos más jóvenes y educados.
Esta organización no gubernamental a lo largo de su existencia ha realizado varias investigaciones y ha presentado diferentes informes con respecto a la participación de altos funcionarios en casos de corrupción. Sin embargo, estos materiales han sido desatendidos por el sistema de justicia penal y solo se han tenido en cuenta para desacreditar a esta organización.
En 2019, la Fundación Anticorrupción fue reconocida por un tribunal ruso como agente extranjero. En 2021, se inició un juicio para reconocer a la organización como extremista y liquidarla.

## Investigación
El informe de Transparencia Internacional Rusia de 2012 muestra una variedad de actividades que brindan a los ciudadanos la oportunidad de monitorear la corrupción. Colaboró con el movimiento de Derechos Humanos de la Juventud en una campaña a gran escala en 20 ciudades para comprobar las placas de identificación de los agentes de policía. Este es un ejercicio proactivo para detener la pequeña corrupción. Si se puede identificar a un oficial, es menos probable que pida un soborno. Transparencia Internacional Rusia también monitorea las declaraciones de ingresos de los funcionarios públicos rusos con la ayuda de estudiantes y publica los resultados y monitoreó el uso de 600 millones de rublos (US$19 millones) de fondos públicos para ONG de orientación social, y encontró varios casos de conflicto de intereses.. Proporcionó análisis y recomendaciones para hacer que este proceso sea más transparente y responsable. la ONG trabaja en cooperación con todos los individuos y grupos, con corporaciones y organizaciones con y sin fines de lucro, y con organismos comprometidos con la lucha contra la corrupción. Realiza análisis profesionales y artículos sobre temas relacionados con la corrupción tratando de explicar las razones de la expansión de la corrupción, sus implicaciones políticas y sociales y tratando de analizar los posibles escenarios para el futuro.
El 9 de diciembre de 2014, la agencia RIA Novosti informó que el jefe del Comité Nacional Anticorrupción, Kirill Kabanov, admitió que un tercio de los funcionarios rusos eran corruptos. A partir de 2015, los funcionarios rusos son acusados periódicamente de gastar en autos de lujo, mansiones o ropa con un valor significativamente mayor que sus ingresos declarados.
Un estudio de 2018 sobre la corrupción estatal en Rusia durante las décadas de 1750 y 1830 encontró que "por lo que pudimos ver sobre la base de nuestra muestra de registros, el volumen de recursos extraídos de la población a través de la corrupción 'rutinaria' parece haber sido sorprendentemente bajo."  Los autores escriben, "cada pequeña interacción con los funcionarios estatales implicaba el pago de una tarifa a los empleados, y tales tarifas, aunque técnicamente ilegales, eran tan comunes y comúnmente aceptadas que se ingresaban en los libros de cuentas junto con otros gastos operativos. Por otro lado, estos pagos 'rutinarios' eran realmente bastante pequeños, especialmente si se distribuían per cápita entre toda la comuna... Dichos honorarios parecen haber sido en gran parte de naturaleza consuetudinaria, una parte de la economía tradicional de dar regalos, demostrar respeto y mantener relaciones informales ("buena disposición"). Sin embargo, incluso un nivel tan bajo de extracción per cápita habría permitido a los funcionarios clave del distrito acumular cantidades significativas, como mínimo triplicando sus salarios".
La Oficina del Fiscal General de Rusia informó que, de las personas condenadas por corrupción en 2017, el número de funcionarios encargados de hacer cumplir la ley y parlamentarios (casi 2200 personas) constituía más del 11 %.